# Futbol'nyj Klub Lokomotiv Moskva 1953

## Stagione
La Lokomotiv Mosca, allenata da Michail Antonevič, nella stagione 1953 terminò il campionato sovietico al 6º posto. In coppa nazionale i moscoviti furono eliminati in semifinale dallo Zenit Kujbyšev.

## Rosa
| N. |                             | Ruolo | Calciatore         |
| -- | --------------------------- | ----- | ------------------ |
| -  | Unione Sovietica (bandiera) | P     | Vladimir Gracëv    |
| -  | Unione Sovietica (bandiera) | P     | Anatolij Zubrickij |
| -  | Unione Sovietica (bandiera) | P     | Vadim Kublickij    |
| -  | Unione Sovietica (bandiera) | D     | Gennadij Zabelin   |
| -  | Unione Sovietica (bandiera) | D     | Vladimir Ivaškov   |
| -  | Unione Sovietica (bandiera) | D     | Andrej Krušenok    |
| -  | Unione Sovietica (bandiera) | D     | Evgenij Rogov      |
| -  | Unione Sovietica (bandiera) | C     | Ivan Larin         |
| -  | Unione Sovietica (bandiera) | C     | Evgenij Ljadin     |
| -  | Unione Sovietica (bandiera) | C     | Nikolaj Efimov     |
| -  | Unione Sovietica (bandiera) | C     | Viktor Pogov       |

| N. |                             | Ruolo | Calciatore                  |
| -- | --------------------------- | ----- | --------------------------- |
| -  | Unione Sovietica (bandiera) | C     | Nikolaj Česnokov            |
| -  | Unione Sovietica (bandiera) | A     | Igor' Petrov                |
| -  | Unione Sovietica (bandiera) | A     | Michajlo Didevyč            |
| -  | Unione Sovietica (bandiera) | A     | Evgenij Gorjanskij          |
| -  | Unione Sovietica (bandiera) | A     | Valentin Bubukin            |
| -  | Unione Sovietica (bandiera) | A     | Evgenij Bologov             |
| -  | Unione Sovietica (bandiera) | A     | Jurij Korotkov              |
| -  | Unione Sovietica (bandiera) | A     | Boris Aleksandrovič Lagutin |
| -  | Unione Sovietica (bandiera) | A     | Boris Pigorov               |
| -  | Unione Sovietica (bandiera) | A     | Michail Muchortov           |

## Risultati

### Campionato
| Charkiv 20 aprile 1953 1ª giornata | Lokomotiv Mosca | 2 – 1 referto | Dinamo Leningrado | Stadio Dinamo |

| Vilnius 26 aprile 1953 2ª giornata | Spartak Vilnius | 0 – 0 referto | Lokomotiv Mosca | Respublikanskij stadion Spartak |

| Mosca 2 maggio 1953 3ª giornata | Dinamo Mosca | 3 – 1 referto | Lokomotiv Mosca | Stadio Dinamo |

| Mosca 8 maggio 1953 4ª giornata | Lokomotiv Mosca | 4 – 1 referto | Lokomotiv Charkiv | Stadion Stalinec |

| Leningrado 17 maggio 1953 5ª giornata | Zenit Leningrado | 1 – 0 referto | Lokomotiv Mosca | Stadion im. S. M. Kirova |

| Kujbyšev 26 maggio 1953 6ª giornata | Zenit Kujbyšev | 2 – 0 referto | Lokomotiv Mosca | Stadio Dinamo |

| Mosca 12 maggio 1953 7ª giornata | Lokomotiv Mosca | 4 – 2 referto | Dinamo Tbilisi | Stadio Dinamo |

| Mosca 1º giugno 1953 8ª giornata | Lokomotiv Mosca | 1 – 0 referto | Torpedo Mosca | Stadio Dinamo |

| Mosca 14 giugno 1953 9ª giornata | Lokomotiv Mosca | 3 – 3 referto | Spartak Mosca | Stadio Dinamo |

| Kiev 21 giugno 1953 10ª giornata | Dinamo Kiev | 0 – 1 referto | Lokomotiv Mosca | Stadio Repubblicano Chruščёv |

| Leningrado 27 giugno 1953 11ª giornata | Dinamo Leningrado | 0 – 0 referto | Lokomotiv Mosca | Stadion im. S. M. Kirova |

| Mosca 1º luglio 1953 12ª giornata | Lokomotiv Mosca | 2 – 0 referto | Spartak Vilnius | Stadion Stalinec |

| Mosca 6 luglio 1953 13ª giornata | Lokomotiv Mosca | 0 – 3 referto | Dinamo Mosca | Stadio Dinamo |

| Charkiv 10 luglio 1953 14ª giornata | Lokomotiv Charkiv | 1 – 0 referto | Lokomotiv Mosca | Stadion Dzeržinec |

| Mosca 15 luglio 1953 15ª giornata | Spartak Mosca | 1 – 1 referto | Lokomotiv Mosca | Stadio Dinamo |

| Tbilisi 26 luglio 1953 16ª giornata | Dinamo Tbilisi | 3 – 0 referto | Lokomotiv Mosca | Stadio Dinamo Lenin |

| Mosca 2 agosto 1953 17ª giornata | Lokomotiv Mosca | 0 – 4 referto | Zenit Leningrado | Stadio Dinamo |

| Mosca 8 agosto 1953 18ª giornata | Lokomotiv Mosca | 1 – 1 referto | Zenit Kujbyšev | Stadio Dinamo |

| Mosca 18 agosto 1953 19ª giornata | Torpedo Mosca | 0 – 0 referto | Lokomotiv Mosca | Stadio Dinamo |

| Mosca 23 agosto 1953 20ª giornata | Lokomotiv Mosca | 1 – 2 referto | Dinamo Kiev | Stadio Dinamo |

### Kubok SSSR
| Arbitro: | Klavs (Riga) |

|         |           |  |
| Bologov | Marcatori |  |

| Arbitro: | Chkhatarashvili (Tbilisi) |

|                      |           |  |
| Bašaškin 103’ (aut.) | Marcatori |  |

| Arbitro: | Chkhatarashvili (Tbilisi) |

|  |           |                              |
|  | Marcatori | 21’ Gulevskij 72’ Gornostaev |

## Statistiche

### Statistiche di squadra
| Competizione | Punti | Totale | Totale | Totale | Totale | Totale | Totale | DR |
| Competizione | Punti | G      | V      | N      | P      | Gf     | Gs     | DR |
| --- | ----- | ------ | ------ | ------ | ------ | ------ | ------ | -- |
| [[File: Flag of the Soviet Union (1936 – 1955).svg\|class=noviewer\| Unione Sovietica (bandiera)\|border\|15px]] Klass A | 18    | 20     | 6      | 6      | 8      | 21     | 28     | -7 |
| Coppa dell'URSS | -     | 3      | 2      | 0      | 1      | 2      | 2      | 0  |
| Totale | 18    | 23     | 8      | 6      | 9      | 23     | 30     | -7 |